# Kenny G
Kenneth Bruce Gorelick (Seattle, 5 de junho de 1956), mais conhecido pelo nome artístico de Kenny G, é um saxofonista estadunidense.

## Biografia
Sua família é de origem judaica.
Seu envolvimento com a música começou quando ele ainda era pequeno. Sua primeira apresentação ao vivo como profissional ocorreu nos anos 1970 acompanhando Barry White, pois fazia parte da The Love Unlimited Orchestra. O bom desempenho o incentivou a seguir adiante, e a carreira solo se iniciou na Década de 1980.
Seu primeiro álbum de sucesso, Duotones (1986),atingiu o top 100 nos Estados Unidos, e mostrou as suas armas:um som instrumental com fortes pitadas de Rhythm and blues moderno,melodias românticas e sempre uma ou outra faixa com vocalistas convidados do naipe de Smokey Robinson, Peabo Bryson.Um dos grandes vendedores de discos na área instrumental,ele quebrou recordes até mesmo com seu primeiro disco natalino, Miracles: The Holiday Album (1994), por sinal seu único CD até hoje a atingir o primeiro lugar na parada de álbuns americana. Ele se apresentou ao vivo no Brasil na década de 1990, com grande presença de público.
Seu som é admirado em todo o mundo por diversas culturas. Lançou diversos CDs, com músicas ecléticas, e com vários intérpretes de toda parte do mundo. É o músico instrumental mais vendido do mundo, com um número de mais de 75 milhões de discos vendidos.

## Rhythm & Romance
É o seu primeiro álbum de jazz latino, apoiado por alguns dos mais belos músicos latinos. O resultado é uma espécie de mistura entre salsa e samba, baladas e bossa nova, todas as quais são realizadas em conjunto com belas melodias.
O álbum é uma coleção de novas músicas e amados clássicos que estão enraizadas no ritmicamente díspares, resultando em um trabalho totalmente original e dançante. Fixado para o dia dos namorados (Valentine's Day), o álbum é o 1º de Kenny para a Starbucks Entretenimento e Concord Records.
| “ | Musicalmente, isto não é nada que eu nunca tenha feito antes. | ” |

Isso é notável para analisar as últimas duas décadas tem Kenny estabeleceu-se como o maior músico de vendas, instrumental, da era moderna, com vendas globais totalizando mais de 75 milhões de álbuns, com 45 milhões de álbuns vendidos em os E.U. sozinho. Ora, por Romance & Ritmo, Kenny empreendimentos em território inexplorado criativo e está tendo o tempo de sua vida dum animado álbum, que fala de uma exatamente por isso que um jovem Kenny Gorelick de Seattle, Washington, que descobriu o saxofone uma noite, enquanto observa o Ed Sullivan show, foi inspirado para pegar o instrumento em primeiro lugar.
| “ | Todo mundo ama o ritmo da música latina. Ele faz você se sentir bem e que dá vontade de dançar. Ao mesmo tempo, que é muito íntimo e pessoal. | ” |

## Discografia

### Álbuns em estúdio
- 1982: Kenny G
- 1983: G Force
- 1985: Gravity
- 1986: Duotones
- 1988: Silhouette
- 1992: Breathless
- 1996: The Moment
- 1999: Classics in the Key of G
- 2002: Paradise
- 2004: At Last...The Duets Album
- 2006: I'm in the Mood for Love...The Most Romantic Melodies of All Time
- 2008: Rhythm & Romance
- 2010: Heart and Soul
- 2010: Kenny G Collection
- 2012: Namaste
- 2014: Brazilian Nights

### Álbuns especiais
- 1994: Miracles: The Holiday Album
- 1999: Faith: A Holiday Album
- 2002: Wishes: A Holiday Album
- 2005: The Greatest Holiday Classics
- 2006: The Holiday Collection
- 2012: Classic Christmas Album

### Álbuns ao vivo
- 1989: Kenny G Live
- 1995: In America (Live)
- 2006: Best - Live Hong Kong

### Compilações
- 1993: Montage
- 1993: The Collection
- 1994: The Very Best
- 1997: Greatest Hits
- 2001: In America
- 2003: Ultimate
- 2004: Artist Collection
- 2004: Songbird: The Ultimate Collection
- 2004: The Romance
- 2006: The Essential
- 2008: Love Ballads
- 2009: Greatest Hits
- 2009: Super Hits
- 2010: Collection
- 2010: Songbird - The Best of
- 2011: The Essential

### EPs (extended plays)
- 1995: Six of Hearts
- 1996: Havana: The Extended Mixes
- 2012: Namaste

## Prêmios, indicações e honrarias

### Grammy Awards
Até 2011, Kenny G recebeu 18 indicações para o Grammy Awards. Em 1994, conseguiu sua única conquista deste prêmio, com a música Forever in Love.
| Ano  | Prêmio        | Categoria                                                       | Indicação                              | Resultado | Obs.                               | Ref.  |
| ---- | ------------- | --------------------------------------------------------------- | -------------------------------------- | --------- | ---------------------------------- | ----- |
| 1987 | Grammy Awards | Melhor Performance Instrumental de Música R&B                   | Duotones                               | Indicado  |                                    | [ 4 ] |
| 1989 | Grammy Awards | Melhor Performance Instrumental de Música Pop                   | Silhouette                             | Indicado  |                                    | [ 4 ] |
| 1990 | Grammy Awards | Melhor Performance Instrumental de Música Pop                   | Breadline Blues                        | Indicado  |                                    | [ 4 ] |
| 1991 | Grammy Awards | Melhor Composição Instrumental                                  | Going Home                             | Indicado  | Dividido com com Walter Aranasieff | [ 4 ] |
| 1991 | Grammy Awards | Melhor Performance Instrumental de Música Pop                   | Going Home                             | Indicado  |                                    | [ 4 ] |
| 1992 | Grammy Awards | Melhor Performance Instrumental de Música Pop                   | Theme from Dying Young                 | Indicado  |                                    | [ 4 ] |
| 1994 | Grammy Awards | Melhor composição instrumental                                  | Forever in Love                        | Venceu    |                                    | [ 4 ] |
| 1994 | Grammy Awards | Melhor Performance Instrumental de Música Pop                   | Forever in Love                        | Indicado  |                                    | [ 4 ] |
| 1995 | Grammy Awards | Melhor Performance Instrumental de Música Pop                   | Sentimental                            | Indicado  |                                    | [ 4 ] |
| 1996 | Grammy Awards | Melhor Performance Instrumental de Música Pop                   | Have Yourself a Merry Little Christmas | Indicado  |                                    | [ 4 ] |
| 1998 | Grammy Awards | Melhor Performance Instrumental de Música Pop                   | Havana                                 | Indicado  |                                    | [ 4 ] |
| 1999 | Grammy Awards | Melhor Performance Instrumental de Música Pop                   | My Heart Will Go On                    | Indicado  |                                    | [ 4 ] |
| 2001 | Grammy Awards | Melhor Álbum Instrumental de Música Pop                         | Faith: A Holiday Album                 | Indicado  |                                    | [ 4 ] |
| 2003 | Grammy Awards | Melhor Álbum Instrumental de Música Pop                         | Paradise                               | Indicado  |                                    | [ 4 ] |
| 2003 | Grammy Awards | Melhor Performance Vocal de Música R&B por Duo ou Grupo Musical | All The Way                            | Indicado  | Dividido com Brian McKnight        | [ 4 ] |
| 2004 | Grammy Awards | Melhor Álbum Instrumental de Música Pop                         | Wishes: A Holiday Album                | Indicado  |                                    | [ 4 ] |
| 2011 | Grammy Awards | Melhor Álbum Instrumental de Música Pop                         | Heart and Soul                         | Indicado  |                                    | [ 4 ] |

### Outros prêmios
| Ano  | Prêmio                  | Categoria                          | Indicação        | Resultado | Obs. | Ref.  |
| ---- | ----------------------- | ---------------------------------- | ---------------- | --------- | --- | ----- |
| 1989 | Soul Train Music Awards | Melhor Álbum de Jazz               | Silhouette       | Venceu    | | [ 5 ] |
| 1994 | American Music Awards   | Favorite Adult Contemporary Artist |                  | Venceu    | | [ 5 ] |
| 1994 | American Music Awards   | Favorite Adult Contemporary Album  | Breathless       | Indicado  | | [ 5 ] |
| 1994 | Soul Train Music Awards | Melhor Álbum de Jazz               | Breathless       | Venceu    | | [ 5 ] |
| 1999 | Hong Kong Film Awards   | Melhor Canção Original de Filmes   | You're My Woman  | Indicado  | Canção do filme "Long zai jiang hu" Dividido com T.K. Chan, Walter Afanasieff (compositores); Andy Lau (letrista/performer) | [ 5 ] |
| 2008 | Grammy Latino           | Melhor Álbum Instrumental          | Rhythm & Romance | Indicado  | | [ 5 ] |

### Honrarias e recordes
- Em 1997, Kenny G teve seu nome gravado na calçada da fama de hollywood.[6]
- Também em 1997, Kenny G entrou para o Guinness Book por manter a mesma nota, sem respirar, durante 45 segundos. Ele utilizou a técnica conhecida por Respiração circular[7] (este recorde foi quebrado pelo brasileiro Hilquias Alves, também saxofonista. Hilquias manteve a mesma nota por 60 segundos.)
- O álbum Breathless é, até hoje, o álbum de música instrumental mais vendido de todos os tempos, com 15 milhões de cópias, sendo 12 milhões somente nos EUA.[8]
- O álbum Miracles: The Holiday Album é, até hoje, o álbum natalino mais vendido da história, com 13 milhões de cópias no mundo todo.[8]